# Cupa României 1978-1979
Ediția 1978-1979 a fost a 41-a ediție a Cupei României la fotbal. A fost câștigată de Steaua București, care a învins-o în finală pe Sportul Studențesc cu scorul de 3-1. Câștigătoarea ediției anterioare, Universitatea Craiova, a fost eliminată în sferturi de Steagul Roșu Brașov la penaltiuri.

## Desfășurare
Toate meciurile de după faza șaisprezecimilor, exceptând finala (care a avut loc în București), s-au jucat pe teren neutru. În șaisprezecimi au participat 32 de echipe, din care făceau parte și cele din Divizia A. Dacă după 90 de minute scorul era egal se jucau două reprize de prelungiri a câte 15 minute. Dacă după prelungiri scorul era tot egal, soarta calificării se decidea la loviturile de departajare.

## Șaisprezecimi
| Data              | Echipă gazdă       |   | Echipă oaspete     | Rezultat   |
| ----------------- | ------------------ | - | ------------------ | ---------- |
| 28 februarie 1979 | FC Brașov\|1979}   | – | UTA Arad           | 1:0        |
|                   | Metalul București  | – | Corvinul           | 3:1 (d.p.) |
|                   | Victoria Carei     | – | Sportul Studențesc | 0:1        |
|                   | Aro Muscelul       | – | Dinamo București   | 1:2        |
|                   | Universitatea Cluj | – | SC Bacău           | 2:2 (d.p.) |
|                   | Farul              | – | Steaua București   | 0:0 (d.p.) |
|                   | Dunărea Galați     | – | FC Bihor           | 2:0 (d.p.) |
|                   | Minerul Ghelar     | – | Argeș Pitești      | 0:2        |
|                   | Energia Onești     | – | Poli Timișoara     | 0:0 (d.p.) |
|                   | Constructorul Iași | – | Jiul Petroșani     | 2:2 (d.p.) |
|                   | Laminorul Nădrag   | – | U Craiova          | 0:5        |
|                   | Chimia Brazi       | – | F.C. Baia Mare     | 2:0        |
|                   | Gloria Buzău       | – | ASA Tîrgu Mureș    | 1:0        |
|                   | Politehnica Iași   | – | Olimpia Satu Mare  | 5:0        |
|                   | Dinamo Slatina     | – | Chimia R Vâlcea    | 1:0        |
|                   | Arieșul Turda      | – | CS Târgoviște      | 1:0 (d.p.) |

## Optimi
| Data         | Oraș             | Echipă gazdă       |   | Echipă oaspete    | Rezultat   |
| ------------ | ---------------- | ------------------ | - | ----------------- | ---------- |
| 16 mai 1979  | Brașov           | Gloria Buzău       | – | Arieșul Turda     | 3:1        |
|              | București        | Steaua București   | – | Metalul București | 4:1        |
|              | Câmpulung Muscel | Dunărea Galați     | – | Jiul Petroșani    | 2:1        |
|              | Cluj-Napoca      | Poli Timișoara     | – | SC Bacău          | 2:0        |
|              | Pitești          | FCM Brașov         | – | Dinamo Slatina    | 2:1        |
|              | Sibiu            | Dinamo București   | – | Politehnica Iași  | 5:3 (d.p.) |
|              | Târgoviște       | U Craiova          | – | Chimia Brazi      | 4:1        |
| 3 iunie 1979 | Brăila           | Sportul Studențesc | – | Argeș Pitești     | 4:3 (pen.) |

## Sferturi
| Data          | Oraș    | Echipă gazdă       |   | Echipă oaspete | Rezultat   |
| ------------- | ------- | ------------------ | - | -------------- | ---------- |
| 13 iunie 1979 | Brăila  | Sportul Studențesc | – | Gloria Buzău   | 4:0        |
|               | Buzău   | Dinamo București   | – | Dunărea Galați | 3:1        |
|               | Craiova | Steaua București   | – | Poli Timișoara | 3:1        |
|               | Plopeni | FCM Brașov         | – | U Craiova      | 4:3 (pen.) |

## Semifinale
| Data          | Oraș      | Echipă gazdă       |   | Echipă oaspete   | Rezultat   |
| ------------- | --------- | ------------------ | - | ---------------- | ---------- |
| 27 iunie 1979 | București | Sportul Studențesc | – | Dinamo București | 2:1        |
|               | Pitești   | Steaua București   | – | FCM Brașov       | 2:1 (d.p.) |

## Finala
| 1 iulie 1979 17:00 | Steaua București                         | 3 – 0 | Sportul Studențesc | Stadionul 23 August, București Spectatori: 50.000 Arbitru: Nicolae Rainea (Bârlad) |
| 1 iulie 1979 17:00 | 24' Ion Dumitru 31', 78' Marcel Răducanu |       |                    | Stadionul 23 August, București Spectatori: 50.000 Arbitru: Nicolae Rainea (Bârlad) |

| STEAUA BUCUREȘTI:   |                   |     |
|                     |                   |     |
| P                   | Răducanu Necula   | 84' |
| F                   | Teodor Anghelini  |     |
| F                   | Florin Marin      |     |
| F                   | Ștefan Sameș      |     |
| F                   | Ion Nițu          |     |
| M                   | Ion Dumitru       |     |
| M                   | Tudorel Stoica    |     |
| M                   | Anghel Iordănescu |     |
| M                   | Marcel Răducanu   |     |
| M                   | Adrian Ionescu    |     |
| A                   | Constantin Zamfir |     |
| Înlocuiri:          |                   |     |
| A                   | Vasile Iordache   | 84' |
| Antrenor:           |                   |     |
| Gheorghe Constantin |                   |     |

| SPORTUL STUDENȚESC: |                   |     |
|                     |                   |     |
| P                   | Dumitru Moraru    |     |
| F                   | Constantin Stroe  |     |
| F                   | Bruno Grigore     |     |
| F                   | Paul Cazan        |     |
| F                   | Ion Munteanu      | 46' |
| M                   | Aurel Rădulescu   |     |
| M                   | Nicolae Tănăsescu |     |
| M                   | Octavian Ionescu  |     |
| A                   | Romulus Chihaia   | 57' |
| A                   | Gino Iorgulescu   |     |
| A                   | Ion Cățoi         |     |
| Înlocuiri:          |                   |     |
| A                   | Mircea Sandu      | 46' |
| M                   | Marian Mihail     | 57' |
| Antrenor:           |                   |     |
| Mircea Rădulescu    |                   |     |